# Römischer Gutshof von Liggersdorf
Der Römische Gutshof von Liggersdorf ist eine konservierte Villa rustica, ein römisches Landgut aus dem 1. Jahrhundert, das mindestens bis in das 3. Jahrhundert existierte.

## Lage
Der Gutshof im östlichen Teil des Hegaus umfasst auf einer Fläche von anderthalb bis drei Hektar wohl bis zu zehn Gebäude. Er befindet sich auf einer Höhe von etwa 665 m ü. NHN im Hohenfelser Ortsteil Liggersdorf – hier die Straße „Römerberg“ – im baden-württembergischen Landkreis Konstanz in Deutschland.

## Ausgrabungen
Erste Reste der Villa rustica wurden ab 1998, als das Neubaugebiet „Am Röschberg“ erschlossen wurde, entdeckt: Knapp unter der Oberfläche kamen im südlichen Teil des Areals die Mauerreste eines Badehauses und im nördlichen Teil die eines weiteren Gebäudes zum Vorschein. Die Datierung erfolgte durch den Kreisarchäologen, er bestimmte den Zeitraum zwischen 80 und 260 nach Christi Geburt.
Bei weiteren, stichprobenartigen Bodenuntersuchungen wurde unter anderem der Boden eines Glasgefäßes und eine bronzene Omegafibel, eine Gewandspange zum Zusammenhalten der Kleidung mit einem omegaförmigen Ring und einer Nadel, gefunden.
2015 erfolgten systematische Baggerschürfe und geophysikalische Messungen durch das Landesamt für Denkmalpflege sowie das Landratsamt.

## Die Anlage
In einem solchen Gutshof lebten bis zu 40 Personen, oft Militärveteranen oder Kolonisten, die auf einer Fläche von rund 100 Hektar Ackerbau und Viehzucht betrieben. Mit ihren Überschüssen sicherten sie die Versorgung der Bevölkerung in den Städten und des Militärs.
Der Gutshof umfasste zwei steinerne Bauten, das Hauptgebäude und ein Badegebäude. Das steinerne Hauptgebäude mit Innenhof, U-förmigem Zimmertrakt und Brotbackofen war auf der höchsten Stelle des Gutshofes errichtet worden. Das 12,5 × 8 Meter große Badehaus besaß in der ersten Bauphase mindestens vier Räume, drei davon konnten durch eine Hypokaustenanlage beheizt werden. Durch Umbau wurde aus dem Heiß- (caldarium) und Laubaderaum (tepidarium) ein rund 20 Quadratmeter großer Raum mit angebauter Apsis und einem Heißwasserbecken.
Neben den beiden Steingebäuden konnten zahlreiche Fundamentgruben von Holzhäusern aufgedeckt werden.

## Denkmalschutz
Das Bodendenkmal „Römischer Gutshof von Liggersdorf“ ist geschützt als eingetragenes Kulturdenkmal im Sinne des § 2 des Denkmalschutzgesetzes des Landes Baden-Württemberg (DSchG). Nachforschungen und gezieltes Sammeln von Funden sind genehmigungspflichtig, Zufallsfunde an die Denkmalbehörden zu melden.